# Toyota N-motor
Toyota N-motoren var en dieselmotor fremstillet af Toyota Motor i årene 1986 til 1999.

## 1N
1N var en firecylindret dieselmotor på 1,5 liter (1453 cm³). Boringen var 74 mm og slaglængden 84,5 mm, med et kompressionsforhold på 22:1. 
Maksimal effekt
- 40 kW (54 hk) ved 5200 omdr./min.

Maksimalt drejningsmoment
- 91 Nm ved 3000 omdr./min.

Applikationer
- Toyota Starlet

## 1N-T
1N-T var teknisk set magen til 1N, men udstyret med turbolader for bedre præstationer.
Maksimal effekt
- 49 kW (67 hk) ved 4700 omdr./min.

Maksimalt drejningsmoment
- 130 Nm ved 2600 omdr./min.

Applikationer
- Toyota Tercel
- Toyota Corolla